# Томас, Уильям Айзек
Уильям Айзек Томас (англ. William Isaac Thomas; 13 августа 1863, Рассел, штата Виргиния, США — 5 декабря 1947, Беркли, Калифорния) — американский социолог. Один из творцов американской социологии и социальной психологии. Педагог, профессор, доктор социологии.

## Биография
В 1884 году окончил Университет штата Теннесси и занял должность адъюнкт-профессора английского и современных языков. В 1888 году он взял двухлетний отпуск и продолжил учебу в Германии в университетах Берлина и Гёттингена. Проявил интерес к изучению этнологии и социальных наук.
Стал профессором социологии в Оберлинском колледже в Огайо (1894). В 1895 году — один из редакторов Американского журнала социологии. Был приглашён преподавать в недавно созданном Чикагском университете, где получил докторскую степень.
В 1907 году опубликовал свой главный труд «Пол и общество» (Sex and Society), который был позитивно встречен специалистами. В 1910 году Томас стал профессором социологии в Чикагском университете, где продолжал читать лекции до 1918 года.
Томас часто путешествовал по Европе и в 1913 году во время визита в Польшу встретился с польским социологом Флорианом Знанецким, который позже эмигрировал в Чикаго, чтобы стать научным сотрудником Томаса. Позже в 1918—1920 гг. они совместно издали 5-томный труд «Польский крестьянин в Европе и Америке» (англ. The Polish Peasant in Europe and America), принесший авторам мировую известность и считающийся основой эмпирической и гуманистической социологии. После выхода этих книг монографический метод исследования автобиографий получил широкое распространение в мире.
Материальному и моральному состоянию Томаса был нанесён удар, когда в 1918 году он был арестован ФБР по обвинению в нарушении закона Манна. Закон Манна, или «Закон о перевозке белых рабов», был принят для борьбы с проституцией. После запрещения публичных домов закон устарел, но федеральные власти пользовались законом для расправы с политическими противниками. Хотя он был оправдан по всем пунктам обвинения, его репутации как учёного был нанесён непоправимый ущерб.
Томас переехал в Нью-Йорк и в 1923—1928 годах читал лекции в Новой школе социальных исследований. Стал почётным президентом Американской социологической ассоциации в 1927 году. Вышел на пенсию в 1937 после годового периода преподавания в Гарвардском университете.

## Научная деятельность
У. А. Томас — представитель психологизма в социологии. Ядро его теории — понятие социальной ситуации, включающее три взаимосвязанных элемента:
1. объективные условия (социальные нормы и ценности);
2. установки индивида и группы;
3. определение ситуации действующим лицом.

В написанной совместно с Ф. Знанецким книге «Польский крестьянин в Европе и Америке» (The Polish Peasant in Europe and America. Vol. 1-5. 1918—1920) основное внимание уделено анализу второго элемента. Когда определение ситуации индивидом не совпадает с групповыми ценностями, возникают конфликты и социальная дезинтеграция, порождающая многие болезни современного общества.
Совместно со Знанецким он разработал типологию личностей по характеру приспособляемости людей к социальному окружению:
1. мещанский тип (для него характерны традиционные установки);
2. богемный тип (нестойкие и несвязанные установки, высокая степень приспособляемости);
3. творческий тип (для него характерна установка на творческую деятельность).

В написанной совместно со своей будущей женой Дороти Томас книге «The Child in America» Томас вывел классическую так называемую теорему Томаса, которая гласит: «Если ситуации определяются людьми как реальные, они реальны по своим последствиям».
Томас утверждал, что развитие общественной жизни и культуры определяется лишь творческими личностями, способными на изобретения и нововведения. Источник прогресса он видел в психологических качествах людей, их темпераменте.

## Избранные труды
- The Scope and Method of Folk-Psychology (1896)
- Sex in Primitive Morality (1899)
- The Gaming Instinct (1901)
- The Psychology of Race-Prejudice (1904)
- The Province of Social Psychology (1905)
- Sex and Society (1907)
- Eugenics: The Science of Breeding Men (1909)
- The Polish Peasant In Europe And America (with F.Znanetski). Vols 1-5 (1918—1920)
- The Unadjusted Girl (1923)
- The Child in America (1928)
- Primitive Behaviour (1937)
- On Social Organization And Social Personality (1966).

### Переводы на русский язык

#### Статьи
- Томас У. А. Неприспособленная девушка // Личность. Культура. Общество : журнал  / пер. с англ. В. Г. Николаева. — 2009. — Т. 11, № 3 (50). — С. 61-77. — ISSN 1606-951X.
- Томас У. А. Живучесть первично-групповых норм в сегодняшнем обществе и их влияние в нашей образовательной системе // Интеракционизм в американской социологии и социальной психологии первой половины XX века / сост. и пер. В. Г. Николаев; отв. ред. Д. В. Ефременко. — М.: РАН. ИНИОН. Центр социал. научн.- информ. исследований. Отд. социологии и социал. психологии, 2010. — 165-185 с. — ISBN 978-5-248-00526-0.
- Томас У. А. Поведенческий паттерн и ситуация // Интеракционизм в американской социологии и социальной психологии первой половины XX века / сост. и пер. В. Г. Николаев; отв. ред. Д. В. Ефременко. — М.: РАН. ИНИОН. Центр социал. научн.- информ. исследований. Отд. социологии и социал. психологии, 2010. — 185-198 с. — ISBN 978-5-248-00526-0.
- Томас У. А. Непостоянный характер женщины // Социальные и гуманитарные науки. Отечественная и зарубежная литература. Сер. 11, Социология: Реферативный журнал : журнал  / пер. с англ. В. Г. Николаева. — 2014. — № 1. — С. 122-135. — ISSN 2219-8830.
- Томас У. А. Половое начало в восприимчивости // Личность. Культура. Общество : журнал  / пер. с англ. В. Г. Николаева. — 2014. — Т. 16, № 1-2 (81-82). — С. 21-26. — ISSN 1606-951X.